# Spilosoma walkeri
Spilosoma walkeri là một loài bướm đêm thuộc phân họ Arctiinae, họ Erebidae.